# Meisterschaft von Zürich 1981
Il Meisterschaft von Zürich 1981, sessantottesima edizione della corsa, si svolse il 3 maggio 1981 su un percorso di 272 km. Venne vinto dallo svizzero Beat Breu, che terminò in 7h02'51".

## Ordine d'arrivo (Top 10)
| Pos. | Corridore        | Squadra         | Tempo    |
| ---- | ---------------- | --------------- | -------- |
| 1    | Beat Breu        | Cilo-Aufina     | 7h02'51" |
| 2    | Henri Rinklin    | Puch-Wolber     | a 2"     |
| 3    | Daniel Willems   | Capri Sonne     | a 35"    |
| 4    | Alessio Antonini | Santini         | s.t.     |
| 5    | Alfons De Wolf   | Vermeer Thijs   | s.t.     |
| 6    | Eddy Schepers    | Daf Trucks      | s.t.     |
| 7    | Stefan Mutter    | Cilo-Aufina     | s.t.     |
| 8    | Gerrie Knetemann | TI-Raleigh      | s.t.     |
| 9    | Sean Kelly       | Splendor        | s.t.     |
| 10   | Silvano Contini  | Bianchi-Piaggio | s.t.     |